# Пчельников, Нестор Евгеньевич
Не́стор Евге́ньевич Пче́льников (6 [18] декабря 1893 — 30 июня 1983, Калифорния) — герой Первой мировой войны, участник Белого движения, подполковник Марковской артиллерийской бригады. В эмиграции в Югославии. В годы Второй мировой войны служил у немцев в Русском корпусе. В эмиграции в США.

## Биография
Образование получил в Севастопольском реальном училище.
В 1914 году окончил Константиновское артиллерийское училище, откуда выпущен был подпоручиком в 42-ю артиллерийскую бригаду, с которой и вступил в Первую мировую войну. Пожалован Георгиевским оружием
За то, что, будучи в чине поручика, в течение боя 20 июня 1916 года, в районе юго-западнее г. дв. Скробова, находясь на передовом наблюдательном пункте в передовых частях нашей пехоты, в сфере действительного ружейного огня, корректировал стрельбу своего взвода, благодаря чему был подавлен огонь неприятельских пулеметов, что позволило нашей пехоте овладеть участком укрепленной позиции противника.
Произведен в поручики 12 февраля 1916 года, в штабс-капитаны — 3 августа того же года. Был старшим офицером 1-й батареи 42-й артиллерийской бригады.
В Гражданскую войну участвовал в Белом движении в составе Вооруженных сил Юга России и Русской армии, в сентябре 1920 года — старший офицер 8-й батареи Марковской артиллерийской бригады. Произведен в подполковники 22 июня 1920 года. Галлиполиец.
В эмиграции в Югославии, жил в Белграде. Состоял членом Общества офицеров-артиллеристов. В годы Второй мировой войны служил в Русском корпусе, в 1944 году — командир отделения тяжелых бомбометов 2-го батальона 2-го полка (в звании фельдфебеля). После войны переехал в США. Умер в 1983 году в Кастро-Валли. Похоронен на Сербском кладбище в Колме. Был холост.

## Награды
- Орден Святого Станислава 3-й ст. с мечами и бантом (ВП 29.01.1915)
- Орден Святого Станислава 2-й ст. с мечами (ВП 11.05.1915)
- Орден Святой Анны 2-й ст. с мечами (ВП 23.05.1915)
- Орден Святой Анны 3-й ст. с мечами и бантом (ВП 1.06.1915)
- Орден Святого Владимира 4-й ст. с мечами и бантом (ВП 4.11.1915)
- Орден Святой Анны 4-й ст. с надписью «за храбрость» (ВП 6.03.1916)
- Высочайшее благоволение «за отличия в делах против неприятеля» (ВП 31.07.1916)
- Георгиевское оружие (ВП 27.01.1917)